# Liste ukrainischsprachiger Schriftsteller (chronologisch)
Chronologische Liste enthält Dichter und Schriftsteller, deren Werke überwiegend in ukrainischer Sprache verfasst sind, oder die in einschlägigen Gesamtdarstellungen zum Kanon ukrainischer Literatur gezählt werden.

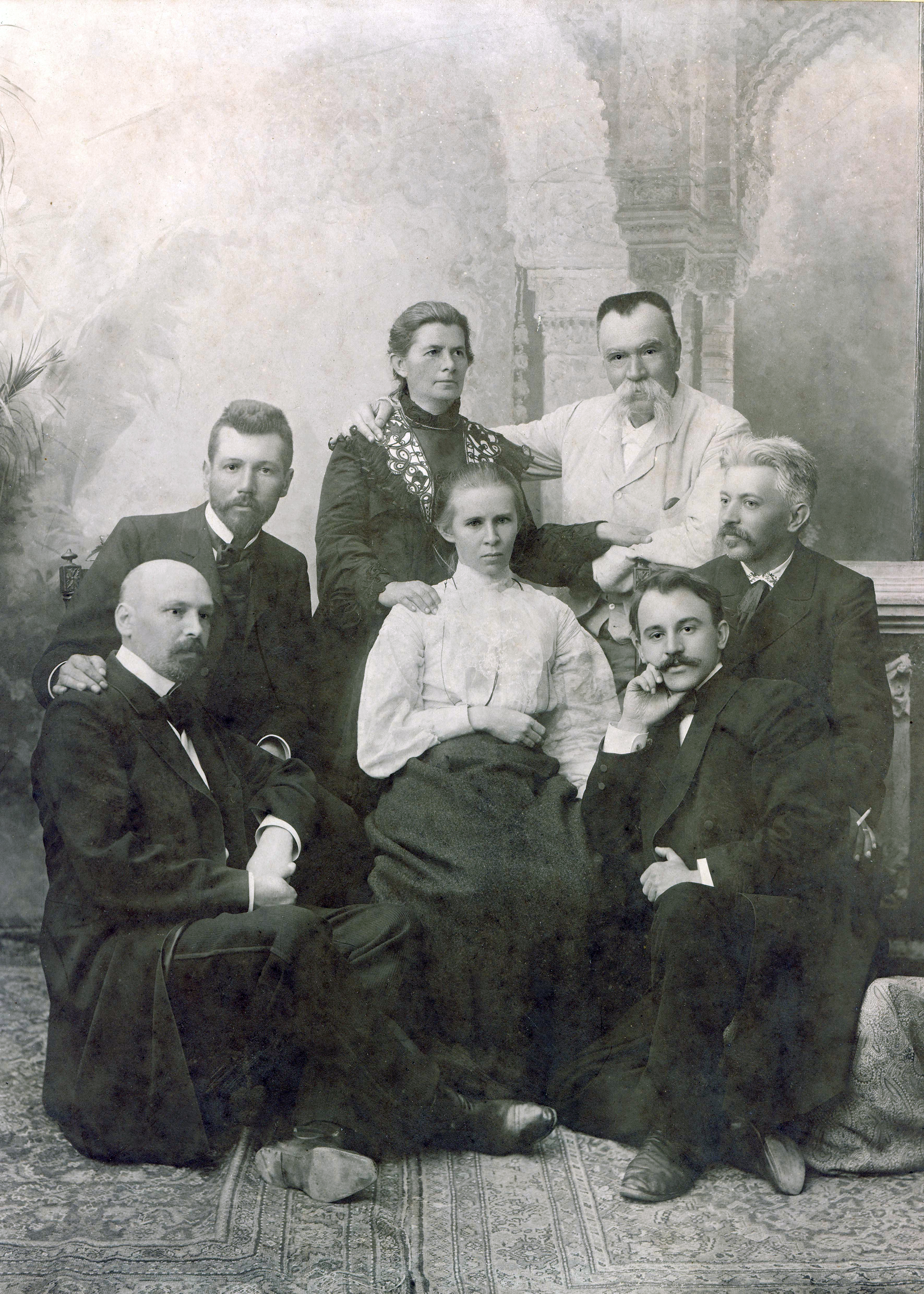
Gruppenbild bei Eröffnung eines Denkmals für Iwan Kotljarewskyj in Poltawa 1903. Von links nach rechts:
Mychajlo Kozjubynskyj, Wassyl Stefanyk, Olena Ptschilka, Lessja Ukrajinka, Mychajlo Staryzkyj, Hnat Chotkewytsch, Wolodymyr Samijlenko

## 16. – 17. Jahrhundert
| Name (Transkription)               | Ukrainisch                       | Geboren                                 | Gestorben                            | Sprache    | Quelle      |
| ---------------------------------- | -------------------------------- | --------------------------------------- | ------------------------------------ | ---------- | ----------- |
| Iwan Wyschenskyj                   | Іван Вишенський                  | * um 1550 in Sudowa Wyschnja, Galizien; | † nach 1620 auf Athos, Griechenland  | ruthenisch | [ 3 ]       |
| Sacharija Kopystenskyj             | Захарія Копистенський            | * unbekannt                             | † 21. März 1627 in Kiew              |            | [ 4 ]       |
| Pamwo Berynda                      | Памво Беринда                    | zwischen 1550 und 1570                  | † 23. Juli 1632                      | ruthenisch |             |
| Kyrylo Trankwilion-Stawrowezkyj    | Кирило Транквіліон-Ставровецький | * unbekannt                             | † 1646                               |            |             |
| Meletij Smotryzkyj                 | Мелетій Смотрицький              | * 1577                                  | † 17./27. Dezember 1633              | ruthenisch |             |
| Kassijan Sakowytsch                | Касіян Сакович                   | * 1578                                  | † 1647                               |            |             |
| Sylwestr Kossiw / Silvester Kossiw | Косів Сильвестр                  | * unbekannt                             | † 13./23. April 1657                 |            | [ 5 ]       |
| Petro Mohyla                       | Петро Симеонович Могила          | * 21. Dezember 1596 in Suceava          | † 11. Januar 1647 in Kiew            |            | [ 6 ]       |
| Lasar Baranowytsch                 | Лазар Баранович                  | * 1593 oder 1620                        | † 1694 oder 1693                     |            | [ 7 ]       |
| Joanikij Haljatowsky               | Іоаникій Галятовський            | * ca. 1620                              | 1688                                 |            | [ 8 ] [ 9 ] |
| Stefan Jaworskyj                   | Стефан Яворський                 | * unbekannt                             | † 12. Januar 1688                    |            | [ 10 ]      |
| Dmytro Tuptalo                     | Дмитро Туптало                   | * Dezember 1651, Makariw bei Kiew       | † 28. Oktober 1709                   |            |             |
| Joan Maxymowytsch                  | Йоан Максимович                  | * 1651 bei Nischen                      | † 10. Juli 1715 in Tobolsk, Sibirien |            | [ 11 ]      |
| Klymentij Synowijiw                | Климентій Зиновіїв               | * Mitte des 17. Jh.                     | † nach 1712                          |            | [ 12 ]      |
| Hryhorij Hrabjanka                 | Григорій Грабянка                | * 1686                                  | † 1737 oder 1738                     |            | [ 13 ]      |
| Antin Radywylowskyj                | Антін Радивиловський             | * 1688                                  |                                      |            |             |

## 18. Jahrhundert
| Name (Transkription)   | Ukrainisch                  | Geboren                                        | Gestorben                                      | Sprache | Quelle |
| ---------------------- | --------------------------- | ---------------------------------------------- | ---------------------------------------------- | ------- | ------ |
| Theophan Prokopowytsch | Феофан Прокопович           | * 18. Juni 1681                                | † 19. September 1736 in St. Petersburg.        |         | [ 14 ] |
| Mytrofan Dowhalewskyj  | Митрофан Довгалевський      | unbekannt (vor 1720)                           | unbekannt                                      |         | [ 15 ] |
| Hryhorij Konyskyj      | Григорій Кониський          | * 9. November 1717 in Nischyn                  | † 2. März 1795 in Minsk                        |         |        |
| Hryhorij Skoworoda     | Григорій Савович Сковорода  | * 22. November/3. Dezember 1722 in Tschornuchy | † 29. Oktober/9. November 1794 in Pan-Iwaniwka |         |        |
| Opanas Lobyssewytsch   | Опанас Кирилович Лобисевич  | * 1732                                         | † 1805                                         |         |        |
| Iwan Nekraschewytsch   | Іван Георгійович Некрашевич | * um 1742 bei Kiew                             | † nach 1796                                    |         |        |

## 19. Jahrhundert
| Name (Transkription)                                      | Ukrainisch                                 | Geboren                                                             | Gestorben                                             | Quelle |
| --------------------------------------------------------- | ------------------------------------------ | ------------------------------------------------------------------- | ----------------------------------------------------- | ------ |
| Iwan Kotljarewskyj                                        | Іван Петрович Котляревський                | * 29. August/9. September 1769 in Poltawa                           | † 29. Oktober/10. November 1838 in Poltawa            |        |
| Pawlo Bilezkyj-Nossenko                                   | Павло Павлович Білецький-Носенко           | * 27. August 1774 in Pryluky                                        | † 23. Juni 1856 ebenda                                | [ 16 ] |
| Hryhorij Kwitka-Osnowjanenko                              | Квітка-Основ'яненко Григорій Федорович     | * 18./29. November 1778 in Osnowa bei Charkiw                       | † 8./20. Juli 1843 in Charkiw                         | [ 17 ] |
| Petro Hulak-Artemowskyj                                   | Петро Петрович Гулак-Артемовський          | * 27. Januar 1790 in Horodyschtsche                                 | † 13. Oktober 1865 in Charkiw                         | [ 18 ] |
| Mykola Markewytsch                                        | Микола Андрійович Маркевич                 | 7. Februar 1804 in Dunajez, Gouvernement Tschernigow                | † 21. Juni 1860 in Turiwka, Gouvernement Poltawa      |        |
| Mychajlo Maxymowytsch                                     | Михайло Олександрович Максимович           | * 15. September 1804 in Tymkiwtschyna                               | † 22. November 1873                                   | [ 19 ] |
| Oleksa Storoschenko                                       | Олекса Петрович Стороженко                 | * 1805                                                              | † 1874                                                |        |
| Oksana Steschenko                                         | Оксана Михайлівна Стешенко                 | * 24. Januar 1875 in Karpiwka, Russisches Kaiserreich               | † 1942 in der Kasachischen SSR                        | [ 20 ] |
| Lewko Borowykowskyj                                       | Левко Іванович Боровиковський              | * 22. Februar 1808                                                  | † 26. Dezember 1889                                   | [ 21 ] |
| Wiktor Sabila                                             | Віктор Миколайович Забіла                  | * 1808                                                              | † November 1869                                       | [ 22 ] |
| Iwan Wahylewytsch                                         | Іван Миколайович Вагилевич                 | * 2. September 1811                                                 | † 10. Mai 1866                                        |        |
| Markijan Schaschkewytsch                                  | Маркіян Семенович Шашкевич                 | * 6. November 1811 in Pidlyssja                                     | † 7. Juni 1843                                        | [ 23 ] |
| Mykola Ustyjanowytsch                                     | Микола Леонтійович Устиянович              | * 7. Dezember 1811                                                  | † 13. November 1885                                   |        |
| Jewhen Hrebinka                                           | Євген Павлович Гребінка                    | 21. Januar / 2. Februar 1812 in Ubjeschyschtsche                    | † 3. Dezember / 15. Dezember 1848 in Sankt Petersburg |        |
| Amwrossij Metlynskyj                                      | Амвросій Лук'янович Метлинський            | * 1814                                                              | † 1870                                                |        |
| Taras Schewtschenko                                       | Тарас Григорович Шевченко                  | * 25. Februar/9. März 1814 in Morynzi/Kiew                          | 26. Februar/10. März 1861 in Sankt Petersburg         |        |
| Jakiw Holowazkyj                                          | Яків Федорович Головацький                 | * 29. Oktober 1814 in Tschelepi                                     | † 13. Mai 1888                                        |        |
| Oleksandr Afanassjew-Tschuschbynskyj                      | Олександр Степанович Афанасьєв-Чужбинський | * 11. März 1816 in Iskiwzi (Lubny)                                  | † 18. September 1875 in Sankt Petersburg              |        |
| Mychajlo Petrenko                                         | Михайло Миколайович Петренко               | * 1817 in Slowjanske                                                | † 25. Dezember 1862 in Slowjanske                     | [ 24 ] |
| Mykola Kostomarow                                         | Микола Іванович Костомаров                 | * 4./16. Mai 1817 in Jurassiwka                                     | † 7./19. April 1885 in St. Petersburg                 | [ 25 ] |
| Pantelejmon Kulisch                                       | Пантелеймон Олександрович Куліш            | * 7. August 1819 in Woronisch bei Tschernihiw                       | † 14. Februar 1897 in Motroniwka                      | [ 26 ] |
| Jakiw Schtschoholiw                                       | Яків Іванович Щоголев                      | * 5. November 1824 in Ochtyrka                                      | † 8. Juni 1898 in Charkiw                             | [ 27 ] |
| Leonid Hlibow                                             | Леонід Іванович Глібов                     | * 5. März 1827                                                      | † 10. November 1893                                   | [ 28 ] |
| Marko Wowtschok (Pseudonym von Maria Wilinska)            | Марко Вовчок                               | * 22. Dezember 1833 in Ekaterininskoe                               | † 10. August 1907 in Naltschyk                        | [ 29 ] |
| Anatolij Swydnyzkyj                                       | Анатолій Патрикійович Свидницький          | * 1834                                                              | † 1871                                                |        |
| Stepan Rudanskyj                                          | Степан Васильович Руданський               | * 6. Januar 1834                                                    | † 3. Mai 1873                                         |        |
| Jurij Fedkowytsch                                         | Юрій Адальбертович Федькович               | * 8. August 1834 in Putyla                                          | † 11. Januar 1888 in Tscherniwzi                      |        |
| Isydor Worobkewytsch                                      | Си́дір Воробке́вич                           | * 5. Mai 1836 in Czernowitz                                         | † 19. September 1903 in Czernowitz                    | [ 30 ] |
| Oleksandr Konyskyj                                        | Олександр Якович Кониський                 | * 6./18. August 1836                                                | † 29. November/12. Dezember 1900                      |        |
| Iwan Netschuj-Lewyzkyj                                    | Іван Семенович Нечуй-Левицький             | * 25. November 1838 in Stebliw bei Kaniw                            | † 15. April 1918 in Kiew                              | [ 31 ] |
| Wolodymyr Schaschkewytsch                                 | Володимир Маркіянович Шашкевич             | * 7. April 1839 in Nestanytschi                                     | † 16. Februar 1885 in Lemberg                         | [ 32 ] |
| Pawlo Tschubynskyj                                        | Павло Платонович Чубинський                | * 15./27. März 1839                                                 | † 17./29. Januar 1884                                 |        |
| Mychajlo Staryzkyj                                        | Михайло Петрович Старицький                | * 14. Dezember 1840 in Klischtschynzi                               | † 27. April 1904 in Kiew                              | [ 33 ] |
| Marko Kropywnyzkyj                                        | Марко Лукич Кропивницький                  | * 22. Mai 1840 in Beschbairaky (heute Kropywnyzke)                  | † 21. April 1910 zwischen Mykolajiw und Charkiw       | [ 34 ] |
| Iwan Karpenko-Karyj                                       | Іван Карпенко-Карий                        | * 29. September 1845 in Arseniwka                                   | † 25. September 1907 in Berlin                        | [ 35 ] |
| Iwan Werchratskyj                                         | Іван Григорович Верхратський               | * 24. April 1846 in Biltsche-Solote, Galizien                       | † 29. November 1919 in Lwiw                           | [ 36 ] |
| Panas Myrnyj (Pseudonym von Panas Jakowytsch Rudtschenko) | Панас Мирний                               | * 13. Mai 1849 in Myrhorod                                          | † 28. Januar 1920 in Poltawa                          | [ 37 ] |
| Iwan Manschura (Iwan Kalitschka)                          | Іван Іванович Манжура                      | * 1. November 1851greg. in Charkow                                  | † 15. Mai 1893 in Jekaterinoslaw                      |        |
| Natalija Kobrynska                                        | Наталія Іванівна Кобринська                | * 8. Juni 1855 in Beleluja                                          | † 22. Januar 1920 in Bolechiw                         | [ 38 ] |
| Iwan Franko                                               | Іван Франко                                | * 27. August 1856 in Nahujewitsch                                   | † 28. Mai 1916 in Lemberg                             |        |
| Andrij Tschajkowskyj                                      | Андрій Якович Чайковський                  | * 15. Mai 1857 in Sambir                                            | † 2. Juni 1935 in Kolomyja                            |        |
| Uljana Krawtschenko                                       | Уляна Кравченко                            | * 18. April 1860 in Mykolajiw                                       | † 31. März 1947 in Przemyśl                           | [ 39 ] |
| Dniprowa Tschajka                                         | Дніпрова Чайка                             | * 1. November 1861 in Karliwka                                      | † 13. März 1927 in Hermaniwka, Oblast Kiew            | [ 40 ] |
| Borys Hrintschenko                                        | Борис Дмитрович Грінченко                  | * 27. November/9. Dezember 1863                                     | † 23. April/6. Mai 1910                               |        |
| Olha Kobyljanska                                          | Ольга Юліанівна Кобилянська                | * 27. November 1863                                                 | † 21. März 1942 in Czernowitz, Bukowina               | [ 41 ] |
| Wolodymyr Samijlenko                                      | Володимир Іванович Самійленко              | * 3. Februar 1864 in Welyki Sorotschynzi, Gouvernement Poltawa      | † 12. August 1925 in Bojarka bei Kiew                 |        |
| Pawlo Hrabowskyj                                          | Михайло Михайлович Коцюбинський            | * 30. August/11. September 1864 in Puschkarne, Gouvernement Charkow | † 29. November/12. Dezember 1902 in Tobolsk           | [ 42 ] |
| Mychajlo Kozjubynskyj                                     | Михайло Михайлович Коцюбинський            | * 5./17. September 1864 in Winnyzja                                 | † 12./25. April 1913                                  | [ 43 ] |
| Ossyp Makowej                                             | Осип Степанович Маковей                    | * 23. August 1867 in Jaworiw, Galizien                              | † 21. August 1925 in Salischtschyky, Galizien         |        |
| Less Martowytsch                                          | Лесь Мартович                              | * 12. Februar 1871 in Torhowyzja                                    | † 11. Januar 1916 in Pohorysko                        | [ 44 ] |
| Lessja Ukrajinka                                          | Леся Українка                              | * 25. Februar 1871 in Nowograd-Wolynskyj                            | † 1. August 1913 in Surami, Georgien                  |        |
| Wassyl Stefanyk                                           | Василь Семенович Стефаник                  | * 14. Mai 1871 in Russiw                                            | † 7. Dezember 1936                                    | [ 45 ] |
| Iwan Steschenko                                           | Іван Матвійович Стешенко                   | 24. Juli 1873 in Poltawa, Gouvernement Poltawa                      | † 30. Juli 1918 in Poltawa                            | [ 46 ] |
| Marko Tscheremschyna                                      | Марко Черемшина                            | * 13. Juni 1874 in Kobaky                                           | † 25. April 1927                                      | [ 47 ] |

## 20. Jahrhundert
| Name (Transkription)                                  | Name (Ukrainisch)                         | Geboren                                                                          | Gestorben                                                                     | Quelle          |
| ----------------------------------------------------- | ----------------------------------------- | -------------------------------------------------------------------------------- | ----------------------------------------------------------------------------- | --------------- |
| Ljubow Janowska                                       | Любов Олександрівна Яновська              | * 30. Juli 1861 in Mykolajiwka, Gouvernement Tschernigow                         | † 1933 in Kiew                                                                |                 |
| Wolodymyr Samijlenko                                  | Володимир Іванович Самійленко             | * 2. Februar 1864 in Welyki Sorotscheni bei Poltawa                              | † 12. August 1925 in Bojarka                                                  |                 |
| Wassyl Lypkiwskyj                                     | Васи́ль Костянти́нович Липкі́вський          | * 19. März 1864 in Popudnja, Gouvernement Kiew,                                  | † 27. November 1937 in Kyjiw                                                  |                 |
| Iwan Lypa                                             | Іван Львович Липа                         | * 24. Februar 1865 in Kertsch,                                                   | † 13. November 1923 in Wynnyky                                                | [ 48 ]          |
| Maksym Slawynskyj                                     | Максим Антонович Славинський              | * 24. August 1868 in Stawyschtsche, Gouvernement Kiew                            | † 23. November 1945 in Kyjiw                                                  | [ 49 ]          |
| Ljudmyla Staryzka-Tschernjachiwska                    | Людми́ла Миха́йлівна Стари́цька-Черняхі́вська | * 29. August 1868 in Kiew                                                        | † 1941, Tod während der Deportation nach Kasachstan, Sowjetunion              | [ 50 ]          |
| Mykola Tschernjawskyj                                 | Микола Федорович Чернявський              | * 3. Januar 1868                                                                 | † 19. Januar 1938 in Cherson, Hinrichtung                                     | [ 51 ]          |
| Ahatanhel Krymskyj                                    | Агатангел Юхимович Кримський              | * 15. Januar 1871 in Wolodymyr                                                   | † 25. Januar 1942 in Kustanai                                                 | [ 52 ]          |
| Wassyl Schtschurat                                    | Василь Григорович Щурат                   | * 24. August 1871                                                                | † 27. April 1948                                                              | [ 53 ]          |
| Mykola Woronyj                                        | Микола Кіндратович Вороний                | * 6. Dezember 1871 bei Kareynoslaw (heute Dnipro)                                | † 7. Juni 1938 in Odessa, Hinrichtung                                         |                 |
| Bohdan Lepkyj                                         | Богдан Лепкий                             | * 9. November 1872 in Krehuletz                                                  | † 21. Juli 1941 in Charkiw                                                    |                 |
| Spyrydon Tscherkassenko                               | Спиридон Феодосійович Черкасенко          | * 1876 in Nowyj Buh, heute Oblast Mykolajiw                                      | † 8. Februar 1940 in Prag                                                     |                 |
| Wassyl Patschowskyj                                   | Василь Миколайович Пачовський             | * 12. Januar 1878 in Schulytschi                                                 | † 5. April 1942 in Lwiw                                                       |                 |
| Petro Karmanskyj                                      | Петро Карманський                         | * 29. Mai 1878 in Cieszanów                                                      | † 16. April 1956 in Lemberg                                                   | [ 54 ]          |
| Oleksandr Oles                                        | Олександр Олесь                           | * 4. Dezember 1878 in Kryha bei Sumschtschyna                                    | † 22. Juli 1944 in Prag                                                       |                 |
| Wassyl Koroliw (Pseudonym: Koroliw-Staryj)            | Грицько Чупринка                          | * 16. Februar 1879 in Dykanka, Gouvernement Poltawa                              | † 11. Dezember 1941 in Mělník bei Prag                                        | [ 55 ]          |
| Hryzko Tschurynka                                     | Грицько Чупринка                          | * 1879                                                                           | † 1921                                                                        |                 |
| Stepan Wassyltschenko                                 | Степан Васильович Васильченко             | * 8. Januar 1879 in Itschnja, heute Oblast Tschernihiw                           | † 11. August 1932 in Kiew                                                     |                 |
| Marija Liwyzka                                        | Марія Варфоломіївна Лівицька              | * 9. April 1879 in Berdytschiw                                                   | † 16. August 1971 in Yonkers, New York                                        | [ 56 ]          |
| Wolodymyr Wynnytschenko                               | Володимир Кирилович Винниченко            | * 27. Juli 1880 in Welykyj Kut, Gouvernement Cherson                             | † 6. März 1951 in Mougins, Frankreich                                         | [ 57 ]          |
| Mychajlo Losynskyj                                    | Михайло Михайлович Лозинський             | * 30. Juni 1880 in Babyne                                                        | † 3. November 1937 in Sandarmoch                                              | [ 58 ]          |
| Archyp Teslenko                                       | Архип Юхимович Тесленко                   | * 2. März 1882                                                                   | † 28. Juni 1911                                                               |                 |
| Olha Dutschyminska                                    | Ольга Василівна Дучимінська               | * 8. Juni 1883 in Mykolajiw bei Pustomyty, Galizien                              | † 24. September 1988 in Iwano-Frankiwsk, Ukrainische SSR                      | [ 59 ]          |
| Ostap Luzkyj                                          | Остап Михайлович Луцький                  | * 8. November 1883 in Luka, Königreich Galizien und Lodomerien                   | † 8. Oktober 1941 in Kotlas, Oblast Archangelsk Sowjetunion                   |                 |
| Wolodymyr Swidsinskyj                                 | Володимир Євтимович Свідзінський          | * 9. Oktober 1885 in Majaniw, Oblast Winnyzja                                    | † 18. Oktober 1941 ermordet bei Charkiw                                       | [ 60 ]          |
| Mykyta Mandryka                                       | Микита Іванович Мандрика                  | * 28. September 1886 in Kiew                                                     | † 20. August 1979 in Winnipeg, Kanada                                         | [ 61 ]          |
| Iwanna Blaschkewytsch                                 | Іванна Омелянівна Блажкевич               | * 9. Oktober 1886 in Denyssiw, Oblast Ternopil                                   | † 2. März 1977 in Denyssiw, Oblast Ternopil                                   |                 |
| Kost Burewij Pseudonym von Kost Sokolsky              | Кость Буревій                             | * 2. Juni 1888 in Welikaja Meschenka, Oblast Woronesch                           | † 15. Dezember 1934 in Kiew, Hinrichtung                                      | [ 62 ]          |
| Natalena Korolewa                                     | Наталена Андріанівна Королева             | * 3. März 1888 in Castrillo del Val, Spanien;                                    | † 1. Juli 1966 in Mělník                                                      | [ 63 ]          |
| Mychajlo Draj-Chmara                                  | Михайло Опанасович Драй-Хмара             | * 28. September 1889 in Mali Kaniwzi, heute Oblast Tscherkassy                   | † 19. Januar 1939 in Kolyma                                                   | [ 64 ]          |
| Ostap Wyschnja Pseudonym von Pawlo Hubenko            | Остап Вишня                               | * 11. November 1889 auf dem Weiler Tschetschwa, heute Hrun, Oblast Sumy          | † 28. September 1956 in Kiew                                                  | [ 65 ]          |
| Dmytro Sahul                                          | Дмитро Юрійович Загул                     | * 28. August 1890 in Milijiwe bei Wyschnyzja, Bukowina                           | † Sommer 1944 im Gulag Kolyma                                                 |                 |
| Jakiw Sawtschenko                                     | Яків Григорович Савченко                  | * 2. April 1890 in Schabky, Gouvernement Poltawa                                 | † 2. November 1937 in Kiew, Hinrichtung                                       | [ 66 ]          |
| Mykola Serow                                          | Микола Костянтинович Зеров                | * 26. April 1890 in Sinkiw, Gouvernement Poltawa                                 | † 3. November 1937 in Sandarmoch, Karelien, Hinrichtung                       | [ 67 ]          |
| Arkadij Kaska                                         | Аркадій Васильович Казка                  | * 23. September 1890 in Sedniw, Gouvernement Tschernihiw                         | † 23. November 1929 in Odessa                                                 |                 |
| Petro Pantsch Pseudonym von Petro Pantschenko         | Петро Панч                                | * 4. Juli 1891 in Walky, Gouvernement Charkow                                    | † 1. Dezember 1978 in Kiew                                                    | [ 68 ]          |
| Pawlo Tytschyna                                       | Павло Григорович Тичина                   | * 27. Januar 1891 in Pisky, Gouvernement Tschernigow                             | † 16. September 1967 in Kiew                                                  | [ 69 ]          |
| Oleksa Slisarenko                                     | Олекса Андрійович Слісаренко              | * 28. März 1891 in Pisky, Gouvernement Charkiw                                   | † 3. November 1937 in Sandarmoch, Karelien, Hinrichtung                       |                 |
| Pawlo Fylypowytsch                                    | Павло Петрович Филипович                  | * 1. September 1891 in Kaitaniwka, Gouvernement Kiew                             | † 3. November 1937 in Sandarmoch, Karelien, Hinrichtung                       | [ 70 ]          |
| Jurij Klen Pseudonym von Oswald Burghardt             | Юрій Клен                                 | * 4. Oktober 1891 in Serbyniwzy, Gouvernement Podolien                           | † 30. Oktober 1947 in Augsburg                                                | [ 71 ]          |
| Dmytro Busko                                          | Дмитро Іванович Бузько                    | * 1891 in Nowomyrhorod, Gouvernement Cherson                                     | † 14. November in Odessa                                                      |                 |
| Mykola Kulisch                                        | Микола Гурович Куліш                      | * 18. Dezember 1892 in Tschaplynka, Oblast Cherson                               | † 3. November 1937 in Sandarmoch, Karelien, Hinrichtung                       | [ 72 ]          |
| Mychajlo Semenko                                      | Михайло Васильович Семенко                | * 31. Dezember 1892 in Kybynzi, Oblast Poltawa                                   | † 23. Oktober 1937 Bykiwnja, Hinrichtung                                      | [ 73 ]          |
| Mykola Chwylowyj                                      | Микола Хвильовий                          | * 14. Dezember 1893 in Trostjanez, Oblast Sumy                                   | † 13. Mai 1933 Selbstmord in Charkiw                                          | [ 74 ]          |
| Wassyl Ellan-Blakytnyj Pseudonym von Wassyl Ellanskyj | Василь Блакитний                          | * 12. Januar 1894 in Mychajlo-Kozjubynsk, Oblast Tschernihiw                     | † 4. Dezember 1925 in Charkiw                                                 | [ 75 ]          |
| Jurij Darahan                                         | Юрій Юрійович Дараган                     | * 16. März 1894 in Jelisawetgrad                                                 | † 17. März 1926 in Nová Ves pod Pleší bei Prag                                | [ 76 ]          |
| Roman Kuptschynskyj                                   | Роман Григорович Купчинський              | * 24. September 1894 in Roshadiw, Galizien                                       | † 10. Juni 1976 in Ossining, Westchester County, New York, Vereinigte Staaten | [ 77 ]          |
| Iwan Le                                               | Іван Ле                                   | * 22. März 1895 in Moisenzi, Gouvernement Poltawa                                | † 9. Oktober 1978 in Kyjiw                                                    | [ 78 ]          |
| W. Domontowytsch                                      | В. Домонтович                             | * 10. Oktober 1894 in Jekaterinoslaw, Russisches Kaiserreich                     | † 8. Juni 1969 in Kiew, Sowjetunion                                           | [ 79 ]          |
| Majk Johansen                                         | Майк Гервасійович Йогансен                | * 28. Oktober 1895 in Charkiw                                                    | † 27. Oktober 1937 in Kiew, Hinrichtung                                       | [ 80 ]          |
| Teodosij Osmatschka                                   | Теодосій Степанович Осьмачка              | * 3. Mai 1895 in Kuziwka, Oblast Tscherkassy                                     | † 7. September 1962 in Long Island, USA                                       | [ 81 ]          |
| Maksym Rylskyj                                        | Максим Тадейович Рильський                | * 19. März 1895 in Kiew                                                          | † 24. Juli 1964 in Kiew                                                       | [ 82 ]          |
| Halyna Mnewska                                        | Галина Іванівна Мневська                  | * 16. November 1895 in Kalandenzi, Gouvernement Poltawa                          | † 21. März 1955, Holoby                                                       |                 |
| Oles Babij                                            | Олесь Йосипович Бабій                     | * 17. März 1897 in Serednja, Oblast Iwano-Frankiwsk                              | † 2. März 1975 in Chicago, US                                                 |                 |
| Myroslaw Irtschan Pseudonym von Andrij Babjuk         | Мирослав Ірчан                            | * 14. Juli 1897 in Pjadyky, Oblast Iwano-Frankiwsk                               | † 3. November 1937 in Sandarmoch, Karelien, Hinrichtung                       | [ 83 ]          |
| Jewhen Malanjuk                                       | Євген Филимонович Маланюк                 | * 1. Februar 1897 in Nowoarchanhelsk                                             | † 16. Februar 1968 in New York City                                           | [ 84 ]          |
| Myroslawa Sopilka                                     | Мирослава Сопілка                         | * 29. August 1897 in Wynnyky, Galizien                                           | † 28. November 1937 in Kiew, Hinrichtung                                      | [ 85 ]          |
| Leonid Mossends                                       | Леонід Маркович Мосендз                   | * 20. September 1897 in Mohyliw-Podilskyj                                        | † 13. Oktober 1948 in Blonay, Schweiz                                         | [ 86 ]          |
| Walerjan Polischtschuk                                | Валерян Львович Поліщук                   | * 1. Oktober 1897 in Biltsche, Oblast Riwne                                      | † 3. November 1937 in Sandarmoch, Karelien, Hinrichtung                       | [ 87 ]          |
| Wassyl Bobynskyj                                      | Василь Петрович Бобинський                | * 11. März 1898 in Krystynopil, Galizien, Österreich-Ungarn                      | † 2. Januar 1938 im Gulag, Sowjetunion, Hinrichtung                           | [ 88 ]          |
| Wolodymyr Sosjura                                     | Володимир Миколайович Сосюра              | * 6. Januar 1898 in Debalzewe                                                    | † 8. Januar 1965 in Kiew                                                      | [ 89 ]          |
| Jewhen Pluschnyk                                      | Євген Павлович Плужник                    | * 14./26. Dezember 1898 in Kantemyriwka, Oblast Woronesch, Russland              | † 2. Februar 1936 Solowezki-Inseln, Hinrichtung                               | [ 90 ]          |
| Arkadij Ljubtschenko                                  | Аркадій Панасович Любченко                | * 19. März 1899 in Staryj Schywotiw, Oblast Tscherkassy                          | † 25. Februar 1945 in Bad Kissingen                                           | [ 91 ]          |
| Borys Antonenko-Dawydowytsch                          | Борис Дмитрович Антоненко-Давидович       | * 5. August 1899 in Romny, Oblast Sumy                                           | † 8. Mai 1984 in Kiew                                                         | [ 92 ]          |
| Oleksa Stefanowytsch                                  | Олекса Коронатович Стефанович             | * 5. Oktober 1899 in Myljatyn, Gouvernement Wolhynien                            | † 4. Januar 1970 in Buffalo, Vereinigte Staaten                               | [ 93 ]          |
| Ladja Mohyljanska                                     | Ла́дя Могиля́нська                          | * 7. November 1899 in Tschernihiw                                                | † 6. Juni 1937 in Moskau, Hinrichtung                                         | [ 94 ]          |
| Hryhorij Kossynka                                     | Олекса Коронатович Стефанович             | * 29. November 1899 in Schtscherbaniwka, Gouvernement Kiew                       | † 17. Dezember 1934 in Kiew, Hinrichtung                                      | [ 95 ]          |
| Weronika Tschernjachiwska                             | Вероні́ка Олекса́ндрівна Черняхі́вська       | * 25. April 1900 in Kiew                                                         | † 22. September 1938, Kiew, Hinrichtung                                       | [ 96 ]          |
| Jurij Lypa                                            | Юрій Іванович Липа                        | * 5. Mai 1900 in Odessa                                                          | † 20. August 1944 in Schutowa, Oblast Lwiw                                    | [ 97 ]          |
| Jurij Smolytsch                                       | Юрій Корнійович Смолич                    | * 8. Juli 1900 in Uman, Oblast Tscherkassy                                       | † 16. August 1976 in Kiew                                                     | [ 98 ]          |
| Hryhorij Epik                                         | Григорій Данилович Епік                   | * 17. Januar 1901 in Kamjanka, heute Oblast Dnipopetrowsk                        | † 3. November 1937 in Sandarmoch, Karelien, Hinrichtung                       | [ 99 ]          |
| Dmytro Tas                                            | Дмитро́ Миха́йлович Могиля́нський            | * 28. Januar 1901 in Tschernihiw                                                 | † 28. Februar 1938 Oblast Moskau, Hinrichtung                                 |                 |
| Walerjan Pidmohylnyj                                  | Валер'ян Петрович Підмогильний            | * 2. Februar 1901 in Tschapli, heute Oblast Dnipropetrowsk                       | † 3. November 1937 Solowezki-Inseln, Hinrichtung                              | [ 100 ]         |
| Jaroslaw Halan                                        | Ярослав Олександрович Галан               | * 27. Juli 1902 in Dynów, Galizien, Österreich-Ungarn                            | † 24. Oktober 1949 in Lwiw, Ukrainische SSR                                   | [ 101 ]         |
| Oksana Ljaturynska                                    | Оксана Лятуринська                        | * 1. Februar 1902 in Chomy, Gouvernement Wolhynien                               | † 13. Juni 1970 in Minneapolis, Vereinigte Staaten                            | [ 102 ]         |
| Natalja Liwyzka-Cholodna                              | Наталя Андріївна Лівицька-Холодна         | * 15. Juni 1902 in Helmjasiw                                                     | † 28. April 2005 in Toronto                                                   | [ 103 ]         |
| Jurij Janowskyj                                       | Юрій Іванович Яновський                   | * 27. August 1902 auf dem Gehöft Majerowe, heute Nechajiwka, Oblast Kirowohrad   | † 25. Februar 1954 in Kiew                                                    | [ 104 ]         |
| Teren Massenko                                        | Терень (Терентій) Германович Масенко      | * 10. November 1903 in Hlodossy, heute im Rajon Nowoukrajinka, Oblast Kirowohrad | † 6. August 1970 in Kiew                                                      | [ 105 ] [ 106 ] |
| Wassyl Wraschlywyj                                    | Василь Вражливий                          | * 1903 in Opischnja, Gouvernement Poltawa                                        | † 8. Dezember 1937 in Leningrad, Hinrichtung                                  |                 |
| Mykola Baschan                                        | Микола Платонович Бажан                   | * 9. Oktober 1904 in Kamjanez-Podilskyj                                          | † 23. November 1983 in Kiew                                                   | [ 107 ]         |
| Dokija Humenna                                        | Докія Кузьмівна Гуменна                   | * 7. März 1904 in Schaschkiw                                                     | † 4. April 1996 in New York                                                   | [ 108 ]         |
| Marko Woronyj                                         | Марко Миколайович Вороний                 | * 18. März 1904 in Tschernihiw                                                   | † 3. November 1937 in Sandarmoch, Hinrichtung                                 |                 |
| Ulas Samtschuk                                        | Улас Олексійович Самчук                   | * 20. Februar 1905 in Derman, Oblast Riwne                                       | † 9. Juli 1987 in Toronto                                                     | [ 109 ]         |
| Olena Teliha                                          | Олена Іванівна Теліга                     | * 21. Juli 1906 in Sankt Petersburg                                              | † 22. Februar 1942 in Babyn Jar, Hinrichtung                                  | [ 110 ]         |
| Iwan Bahrjanyj                                        | Іван Павлович Багряний                    | * 2. Oktober 1906 in Oxchtyrka, Oblast Sumy                                      | † 25. August 1963 in Sankt Blasien, Deutschland                               | [ 111 ]         |
| Oleh Olschytsch                                       | Олег Ольжич                               | * 8. Juli 1907 in Schytomyr, Wolhynien                                           | † 9. (10.?) Juni 1944, KZ Sachsenhausen                                       | [ 112 ]         |
| Iryna Wilde                                           | Ірина Вільде                              | * 5. Mai 1907 in Czernowitz, Bukowina                                            | † 30. Oktober 1982 in Lwiw                                                    | [ 113 ]         |
| Wassyl Barka                                          | Василь Барка                              | * 16. Juli 1908 in Solonyzja, Gouvernement Poltawa                               | † 11. April 2003 in Liberty, New York                                         | [ 114 ]         |
| Leonid Perwomajskyj                                   | Леонід Соломонович Первомайський          | * 17. Mai 1908 in Krasnohrad                                                     | † 9. Dezember 1973 in Kiew                                                    | [ 115 ]         |
| Bohdan-Ihor Antonytsch                                | Богдан-Ігор Васильович Антонич            | * 5. Oktober 1909 in Nowyzja, Oblast Iwano-Frankiwsk                             | † 6. Juli 1937 in Lemberg                                                     | [ 116 ]         |
| Mychajlo Stelmach                                     | Михайло Панасович Стельмах                | * 24. März 1912 in Djakiwzi, Gouvernement Podolien                               | † 27. September 1983 in Kiew                                                  | [ 117 ]         |
| Natan Rybak                                           | Натан Самійлович Рибак                    | * 3. Januar 1913 in Iwanowka, Gouvernement Cherson                               | † 11. September 1978 in Kiew                                                  | [ 118 ]         |
| Leonid Wyscheslawskyj                                 | Леонід Миколайович Вишеславський          | * 18. März 1914 in Mykolajiw                                                     | † 26. Dezember 2002 in Kiew                                                   | [ 119 ]         |
| Ihor Kostezkyj Pseudonym von Ihor Mersljakow          | Ігор Костецький                           | * 14. Mai 1913 in Kiew                                                           | † 14. Juni 1983 in Schwaikheim                                                | [ 120 ]         |
| Oles Hontschar                                        | Олесь Терентійович Гончар                 | * 3. April 1918, Oblast Poltawa                                                  | † 14. Juli 1995 in Kiew                                                       |                 |
| Wassyl Suchomlynskyj                                  | Василь Олександрович Сухомлинський        | * 28. September 1918 in Omelnyk, Gouvernement Cherson                            | † 2. September 1970 in Pawlysch                                               |                 |
| Olexij Kolomijetz                                     | Коломієць Олексій Федотович               | * 17. März 1919 in Charkiwzi, Oblast Poltawa                                     | † 23. November 1994                                                           |                 |
| Iwan Kowalenko                                        | Іван Юхимович Коваленко                   | * 13. Januar 1919 in Lezky, Ukrainische Volksrepublik                            | † 18. Juli 2001 in Bojarka                                                    | [ 121 ]         |
| Dmytro Bilous                                         | Дмитро Григорович Білоус                  | * 24. April 1920 in Kurmany, Oblast Sumy, Ukrainische SSR                        | † 13. Oktober 2004 in Kiew                                                    | [ 122 ]         |
| Hryhorij Tjutjunnyk                                   | Григорій Михайлович Тютюнник              | * 23. April 1920 in Schyliwka, Oblast Poltawa, Ukrainische SSR                   | † 29. August 1961 in Lwiw                                                     | [ 123 ]         |
| Wolodymyr Kysseljow                                   | Кисельов Володимир Леонтійович            | * 3. Mai 1922 in Kiew                                                            | † 1. März 1995 in Kiew                                                        |                 |
| Anatolij Dimarow                                      | Анатолій Андрійович Дімаров               | * 5. Mai 1922 in Myrhorod                                                        | † 29. Juni 2014 in Kyjiw                                                      | [ 124 ]         |
| Oles Berdnyk                                          | Олесь Павлович Бердник                    | * 27. November 1926 in Wawylowe                                                  | † 18. März 2003 in Hrebeni, Oblast Kiew,                                      |                 |
| Jewhen Swerstjuk                                      | Євген Олександрович Сверстюк              | * 13. Dezember 1928 in Sielec, Woiwodschaft Wolhynien, Polen                     | † 1. Dezember 2014 in Kiew                                                    | [ 125 ]         |
| Roman Iwanytschuk                                     | Роман Іванович Іваничук                   | * 27. Mai 1929 in Tratsch, Oblast Iwano-Frankiwsk                                | † 18. Juli 2016 in Lwiw                                                       | [ 126 ]         |
| Jurij Muschketyk                                      | Юрій Мушкетик                             | * 21. März 1929 in Wertijiwka                                                    | † 6. Juni 2019                                                                | [ 127 ]         |
| Dmytro Pawlytschko                                    | Дмитро Павличко                           | * 28. September 1929 in Stoptschatiw                                             | † 29. Januar 2023                                                             | [ 128 ]         |
| Lina Kostenko                                         | Ліна Костенко                             | * 19. März 1930 in Rschaschtschiw, Oblast Kiew                                   |                                                                               |                 |
| Emma Andijewska                                       | Емма Андієвська                           | * 19. März 1931 in Stalino, heute Donezk                                         |                                                                               | [ 129 ]         |
| Iwan Dsjuba                                           | Іва́н Миха́йлович Дзю́ба                     | * 26. Juli 1931 in Mykolajiwka, Oblast Donezk                                    | † 22. Februar 2022 in Kiew                                                    | [ 130 ]         |
| Atena Paschko                                         | Атена-Святомира Василівна Пашко           | * 10. Oktober 1931, in Bystryzja                                                 | † 20. März 2012 in Kiew                                                       | [ 131 ]         |
| Hryhir Tjutjunnyk                                     | Григір Михайлович Тютюнник                | * 5. Dezember 1931 in Schyliwka, Oblast Poltawa                                  | † 6. März 1980 in Kiew                                                        | [ 132 ]         |
| Roman Juswa                                           | Роман Юзва                                | * 7. November 1934 in Chmelnyzkyj                                                | † 14. November 2003 in Iwano-Frankiwsk                                        |                 |
| Wassyl Symonenko                                      | Василь Андрійович Симоненко               | * 8. Januar 1935 in Bijiwzi, Oblast Poltawa                                      | † 13. Dezember 1963                                                           |                 |
| Borys Olijnyk                                         | Борис Ілліч Олійник                       | * 22. Oktober 1935 in Satschepyliwka, Oblast Poltawa                             | † 30. April 2017                                                              | [ 133 ]         |
| Witalij Korotytsch                                    | Коротич Віталій Олексійович               | * 26. Mai 1936 in Kiew                                                           |                                                                               |                 |
| Iwan Dratsch                                          | Драч Іван Федорович                       | * 17. Oktober 1936 in Telischynzi, Oblast Kiew                                   | † 19. Juni 2018 in Kiew                                                       | [ 134 ]         |
| Mykola Winhranowskyj                                  | Микола Степанович Вінграновський          | * 7. November 1936 in Wohopil, Oblast Mykolajiw                                  | † 27. Mai 2004                                                                |                 |
| Jewhen Huzalo                                         | Євген Пилипович Гуцало                    | * 14. Januar 1937 in Staryj Schywotiw, Oblast Winnyzja                           | † 4. Juli 1995 in Kiew                                                        |                 |
| Wassyl Stus                                           | Василь Семенович Стус                     | * 8. Januar 1938 in Rachniwka, Oblast Winnyzja                                   | † 4. September 1985 in Kutschino, Oblast Perm                                 |                 |
| Hanna Switlytschna                                    | Га́нна Па́влівна Світли́чна                  | * 20. April 1939, Pawlograd, Oblast Dnipropetrowsk                               | † 11. November 1995, Pawlograd                                                |                 |
| Ihor Kalynez                                          | Ігор Миронович Калинець                   | * 9. Juli 1939 in Chodoriw, Oblast Lwiw                                          | † 28. Juni 2025                                                               |                 |
| Wolodymyr Drosd                                       | Володимир Григорович Дрозд                | * 25. Juli 1939 in Petruschyn, Oblast Tschernihiw                                | † 23. Oktober 2003                                                            |                 |
| Walerij Schewtschuk                                   | Валерій Олександрович Шевчук              | * 20. August 1939 in Schytomyr                                                   | † 6. Mai 2025 in Kiew                                                         | [ 135 ]         |
| Iryna Kalynez                                         | Іри́на Ону́фріївна Калине́ць                 | * 6. Dezember 1940 in Lwiw, Oblast Lwiw                                          | † 31. Juli 2012 in Lwiw, Oblast Lwiw                                          |                 |
| Wolodymyr Jaworiwskyj                                 | Володимир Олександрович Яворівський       | * 1942 in Tekliwka, Rumänien (heute Oblast Winnyzja)                             | † 17. April 2021                                                              | [ 136 ]         |
| Wassyl Holoborodko                                    | Василь Іванович Голобородько              | * 7. April 1945 in Adrianopil, Oblast Luhansk                                    |                                                                               | [ 137 ]         |
| Oleh Lyscheha                                         | Олег Лишега                               | * 30. Oktober 1949 in Tysmenyzja                                                 | † 17. Dezember 2014 in Kyjiw                                                  | [ 138 ]         |
| Hryhorij Tschubaj                                     | Чубай Григорій Петрович                   | * 23. Januar 1949, Beresyny                                                      | † 16. Mai 1982, Lwiw                                                          | [ 139 ]         |
| Wassyl Schkljar                                       | Василь Миколайович Шкляр                  | * 10. Juni 1951 in Hanschaliwka                                                  |                                                                               |                 |
| Jurij Wynnytschuk                                     | Ю́рій Па́влович Винничу́к                    | * 8. März 1952 in Stanislaw                                                      |                                                                               |                 |
| Natalka Bilozerkiwez                                  | Ната́лка Генна́діївна Білоцеркі́вець         | * 8. November 1954 in Kujaniwka, Oblast Sumy                                     |                                                                               | [ 140 ]         |
| Wassyl Herassymjuk                                    | Василь Герасим’юк                         | * 1956                                                                           |                                                                               | [ 141 ]         |
| Jurij Posajak                                         | Юрій Позаяк                               | * 1957                                                                           |                                                                               |                 |
| Wiktor Nedostup                                       | Віктор Недоступ                           | * 1958                                                                           |                                                                               | [ 142 ]         |
| Ihor Rymaruk                                          | Ігор Миколайович Римарук                  | * 4. Juli 1958 in Mjakoty, Oblast Chmelnyzkyj                                    | † 3. Oktober 2008 in Lwiw                                                     |                 |
| Jurij Andruchowytsch                                  | Юрій Ігоревич Андрухович                  | * 13. März 1960 in Iwano-Frankiwsk                                               |                                                                               |                 |
| Oksana Sabuschko                                      | Оксана Стефанівна Забужко                 | * 19. September 1960 in Luzk                                                     |                                                                               | [ 143 ]         |
| Oleksandr Irwanez                                     | Олександр Васильович Ірванець             | * 24. Januar 1961 in Lwiw                                                        |                                                                               |                 |
| Wiktor Neborak                                        | Віктор Володимирович Неборак              | * 9. März 1961 in Iwano-Frankowe bei Lwiw                                        |                                                                               |                 |
| Iwan Malkowytsch                                      | Іван Антонович Малкович                   | * 10. Mai 1961 in Nyschnij Beresiw, Oblast Iwano-Frankiwsk                       |                                                                               |                 |
| Semen Lybon                                           | Семен Либонь                              | * 1962                                                                           |                                                                               | [ 144 ]         |
| Jurij Isdryk                                          | Юрій Іздрик                               | * 16. August 1962 in Kalusch                                                     |                                                                               |                 |
| Roman Sadlowskyj                                      | Роман Садловський                         | * 1964                                                                           |                                                                               |                 |
| Nasar Hontschar                                       | Назар Гончар                              | * 20. April 1964 in Lwiw                                                         | † 21. Mai 2009 in Uschhorod                                                   | [ 145 ]         |
| Iwan Lutschuk                                         | Іван Володимирович Лучук                  | * 24. Februar 1965 in Lwiw                                                       |                                                                               |                 |

## 21. Jahrhundert
| Name (Transkription)                          | Ukrainisch                        | Geboren                                          | Gestorben                                                     | Quelle  |
| --------------------------------------------- | --------------------------------- | ------------------------------------------------ | ------------------------------------------------------------- | ------- |
| Olena Stjaschkina                             | Олена Стяжкіна                    | * 25. August 1968, Donezk                        |                                                               |         |
| Halyna Petrossanjak                           | Галина Іванівна Петросаняк        | * 1969 im Tscheremoschna, Oblast Iwano-Frankiwsk |                                                               |         |
| Hlib Babitsch                                 | Гліб Валерійович Бабіч            | * 2. März 1969 im Mykolajiw                      | † 28. Juli 2022 im Kampf getötet                              | [ 146 ] |
| Oleksandr Bojtschenko                         | Олександр Бойченко                | * 15. Dezember 1970 in Czernowitz                |                                                               |         |
| Wolodymyr Wakulenko                           | Володимир Володимирович Вакуленко | * 1. Juli 1972 in Kapytoliwka                    | † getötet zwischen März und September 2022                    | [ 147 ] |
| Marjana Sawka                                 | Мар'яна Савка                     | * 21. Februar 1973 in Kopytschynzi               |                                                               |         |
| Andrij Bondar                                 | Андрі́й Бондар                     | * 14. August 1974 in Kamjanez-Podilskyj          |                                                               |         |
| Serhij Schadan                                | Сергій Жадан                      | * 23. August 1974 in Starobilsk                  |                                                               |         |
| Halyna Kruk                                   | Галина Крук                       | * 30. November 1974 in Lwiw                      |                                                               |         |
| Iryna Starowojt                               | Ірина Старовойт                   | * 6. Juli 1975, Lwiw                             |                                                               | [ 148 ] |
| Tamara Duda                                   | Тамара Анатоліївна Дуда           | * 5. Januar 1976                                 |                                                               |         |
| Ostap Slyvynsky                               | Остап Сливинський                 | * 14. Oktober 1978 in Lwiw                       |                                                               |         |
| Jurij Ruf                                     | Юрій Руф                          | * 26. September 1980 in Bereschany               | † 1. April 2022 getötet in Schlacht in der Nähe von Luhansk   | [ 149 ] |
| Anna Bahrjana                                 | А́нна Багря́на                      | * 24. März 1981 in Fastiw                        |                                                               | [ 150 ] |
| Kateryna Kalytko                              | Катерина Калитко                  | * 8. März 1982 in Winnyzja                       |                                                               |         |
| Sofija Andruchowytsch                         | Софія Андрухович                  | * 17. Oktober 1982 in Iwano-Frankiwsk            |                                                               |         |
| Maksym Petrenko                               | Максим Віталійович Петренко       | * 11. Dezember 1983 in Kyjiw                     | * 1. Juni 2022 im Kampf, Oblast Charkiw                       | [ 151 ] |
| Ija Kiwa                                      | Ія Ківа                           | * 4. Mai 1984 in Donezk                          |                                                               |         |
| Ljubko Deresch                                | Любко Дереш                       | * 2. Juli 1984 in Lemberg                        |                                                               |         |
| Artem Tschech Pseudonym von Artem Tscherednyk | Арте́м Чех                         | * 13. Juni 1985 in Tscherkassy                   |                                                               |         |
| Kateryna Babkina                              | Катерина Бабкіна                  | * 22. Juli 1985 in Iwano-Frankiwsk               |                                                               |         |
| Wiktorija Amelina                             | Вікторія Юріївна Амеліна          | * 1. Januar 1986 in Lwiw                         | † 1. Juli 2023 in Dnipro, Tod durch russischen Raketenangriff | [ 152 ] |
| Maksym Krywzow                                | Максим Олександрович Кривцов      | * 22. Januar 1990 in Rivne                       | † 7. Januar 2024, Tod im russisch-ukrainischen Krieg          | [ 153 ] |
| Anastassija Dmytruk                           | Анастасія Микола́ївна Дмитрук      | * 31. Januar 1991 in Nischyn                     |                                                               |         |
| Jaryna Tschornohus                            | Чорногуз Ярина                    | * 18. Mai 1995 in Kiew                           |                                                               |         |